# Şalom
Şalom (Hebreeuws: שָׁלוֹם, "vrede") is een Joods-Turkse krant die in Turkije verschijnt in het Turks en (op één bladzijde) in het Ladino. De krant wordt uitgegeven in Istanboel en heeft een oplage van 5.000 exemplaren per week (2005). De eindredacteur is İvo Molinas en in de redactie zit onder andere Yakup Barokas.
De krant werd in 1947 opgericht door de Joodse-Turkse journalist Avram Leyon. De eerste editie verscheen op 29 oktober 1947.